# Bartolomé Buigues Oller
Bartolomé Buigues Oller, T.C. (Teulada, Alicante, España, 7 de marzo de 1963) es un religioso amigoniano español que actualmente es obispo de Alajuela, en Costa Rica.

## Biografía

### Primeros años
Estudió en la escuela primaria de su pueblo. Los estudios secundarios los realizó en el seminario menor de los Religiosos Terciarios Capuchinos de Godella. El 15 de septiembre de 1982 realizó sus promesas como religioso amigoniano. El 25 de junio de 1988 realizó su profesión perpetua. Fue ordenado sacerdote el 22 de abril de 1989. Ese mismo año, se licenció en filosofía y teología en la Facultad de Teología San Vicente Ferrer de Valencia. En 1992 se licenció en teología pastoral en la Universidad Pontificia de Salamanca. 
El 7 de septiembre de 1992 se trasladó como misionero a Costa Rica.  Fue formador de postulantes y novicios hasta 1999 y, de nuevo, entre 2013 y 2017. Fue superior del seminario Luis Amigó en San José, Costa Rica; superior del hogar de niños en Santa Cruz de la Sierra, Bolivia; y superior del Centro Infantil Hainamosa de Santo Domingo, República Dominicana.
En 2006, realizó un postgrado en Instituto Superior de Formación Docente Salomé Ureña, en República Dominicana. En 2012, se licenció en Antropología Social y Cultural por la Universidad Nacional de Educación a Distancia. Entre 2007 y 2010, fue miembro del consejo general de su orden en Roma. Hasta 2010, fue superior provincial para América Central con sede en Costa Rica. Además, fue presidente de la Conferencia de Religiosos de Costa Rica, desde 2016 hasta su nombramiento como obispo.

### Obispo
El 1 de marzo de 2018, el papa Francisco lo nombró obispo de Alajuela. Fue consagrado el 26 de mayo del 2018 por Angel San Casimiro Fernández, O.A.R. en la catedral de Alajuela.